# Bonaventura Marrani
Bonaventura Marrani (Ripa, 2 de mayo de 1865, f. 1947), fue un franciscano italiano, general de la Orden de los Frailes Menores en los años 1927 a 1933.

## Biografía
Nació el 2 de mayo de 1865 en Ripa (Perugia). Después de unirse a los franciscanos en 1880 en la Provincia Seráfica de Asís y completar sus estudios filosóficos y teológicos, fue ordenado sacerdote en 1887. En 1897 fue elegido provincial y en 1901 secretario de la orden. Durante el capítulo general de 1903, fue elegido procurador (tesorero) de la Orden y consultor de la Congregación para Obispos y Religiosos. Terminado su mandato como fiscal, regresó a su provincia madre, donde fue reelegido provincial en 1914. Ocupó el cargo hasta 1921. Durante el capítulo general de la Porciúncula del 4 de junio de 1927, fue elegido general. Bajo el generalato del P. Marrani, se amplió el Roman Antonianum, ganando el derecho a conferir títulos académicos. El ministro general de la orden Marrani también promovió el Studium Biblicum Franciscanum en Jerusalén, construyó el Colegio en Grottaferrata y apoyó el centro de estudios en Quaracchi. Durante este período se publicó una nueva edición de los Annales Ordinis de Luke Wadding. Marrani postuló una mayor publicación del Bullarium Franciscanum. La Orden luego emitió nuevos Estatutos de Formación y Estudio. Por iniciativa del ministro general Marrani, el 21 de agosto de 1931, el Papa Pío XI concedió a la iglesia del monasterio de la Basílica de San Antonio de Padua  del Esquilino en Roma. Después de la expiración de su mandato general en 1933, se trasladó al convento de San Domenico en Spoleto. Falleció en 1947.